# Gliese 673
Gliese 673 eller HD 157881, är en ensam stjärna belägen i den mellersta delen av stjärnbilden Ormbäraren. Den har en högsta kombinerad genomsnittlig skenbar magnitud av ca 7,49 och kräver en kraftig handkikare eller ett mindre teleskop för att kunna observeras. Baserat på parallaxmätning inom Hipparcosuppdraget på ca 129,65 mas, beräknas den befinna sig på ett avstånd på ca 25,2 ljusår (7,7 parsek) från solen. Den rör sig närmare solen med en heliocentrisk radialhastighet på ca –24,4 km/s.

## Egenskaper
Gliese 673 är en orange till gul stjärna i huvudserien av spektralklass K7 V. Den har en massa som är ungefär lika med 0,65 solmassa, en radie som är ca 0,56 solradie och utsänder energi från dess fotosfär motsvarande ca 0,11 gånger solen vid en effektiv temperatur av ca 4 000 K.
Gliese 673 är bland de närliggande stjärnorna av spektraltyp K av en typ i en "sweet spot" mellan solliknande stjärnor och M-stjärnor, när det gäller sannolikheten för liv och dess lätthet att upptäcka (i detta fall för exoplaneter i systemets yttre konservativa beboeliga zon), enligt analys av Giada Arney från NASA:s Goddard Space Flight Center.